# Mala'efo'ou
Mala'efo'ou est une localité française, qui n'a pas le statut de commune mais le statut de village, de Wallis-et-Futuna, chef-lieu du district de Mu'a, sur l'île de Wallis.

## Géographie

### Îles et îlots
- Faioa, appartient à la fois à Mala'efo'ou et à Utufua.

## Urbanisme

### Hameaux, lieux-dits et écarts
À Wallis, les villages sont divisés en plusieurs sections (des « classes », kalasi) qui se complètent ou se relaient dans toutes les entreprises collectives et pour l’organisation des cérémonies. Parmi ces kalasi se trouvent des zones résidentielles nommées api.

#### Api
Talikata, Tuakolo.

## Toponymie
Mala'efo'ou est nommée en référence au mala'e, désignant la place centrale.

## Politique et administration

### Liste des chefs de village (ahomalumalu)
| Période                                  | Période     | Identité               | Étiquette | Qualité |
| ---------------------------------------- | ----------- | ---------------------- | --------- | ------- |
| Les données manquantes sont à compléter. |             |                        |           |         |
| ?                                        | ?           | Asesione Muliakaka     |           |         |
| ?                                        | 28 mai 2016 | Tavite Kukuvalu        |           |         |
| 28 mai 2016                              | ?           | Asesione Muliakaaka    |           |         |
|                                          | En cours    | Petelo-Sanele Vakalepu |           |         |

## Population et société

### Démographie
Le village de Mala'efo'ou compte une population de 171 habitants en 2018.

### Enseignement
Il y a une école primaire (école Logolelei), construite à la fin des années 1970.

## Culture locale et patrimoine

### Lieux et monuments

#### Église Saint-Joseph de Mala'efo'ou
La toute première église (une petite hutte en feuilles) construite sous le vocable de saint Joseph date de 1840. En 1859, les habitants de la paroisse, souhaitant avoir leur église en pierre, demandent l'autorisation de construire une nouvelle église. Les travaux durent dix ans et, en 1869, on en fait l'inauguration. Pierre Bataillon la bénit solennellement l'année suivante. Il déclare : « Ce monument n'a pas de semblable dans le vicariat, ni même, je crois, dans toute l'Océanie ». L'évêque meurt le 10 avril 1877 à l'âge de 67 ans et son corps est inhumé au sanctuaire de l'église comme il l'avait demandé.

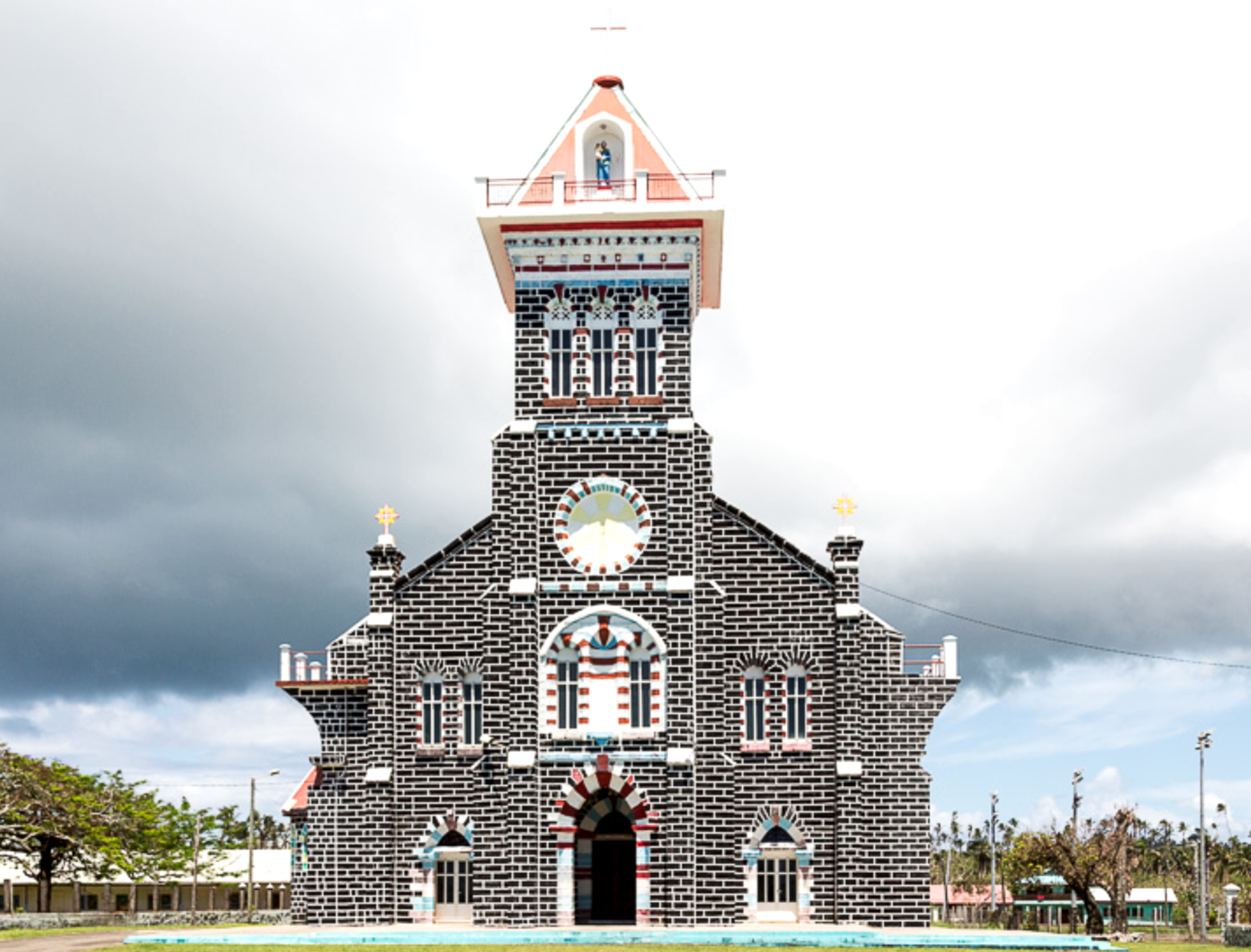
L'église Saint-Joseph à Mala'efo'ou.